# Нагорода Дж. Волтера Кеннеді
Нагорода Дж. Волтера Кеннеді (англ. J. Walter Kennedy Citizenship Award) — щорічна відзнака Національної баскетбольної асоціації (НБА), яка вручається гравцю, наставнику або тренеру за видатні заслуги і відданість спільноті. Нагороду вручають починаючи з сезону 1974-75. Це одна із найстаріших нагород за заслуги і відданість спільноті в НБА, названа вона в честь другого комісара (президента) НБА Джеймса Волтера Кеннеді, який обіймав посаду в період з 1963 по 1975 рік. Переможця обирає Асоціація Професійних Баскетбольних Письменників (АПБП) (англ. Professional Basketball Writers Association (PBWA)). АПБП представлена спортивними журналістами газет, журналів та інтернет видань, які співпрацюють з НБА на регулярній основі. Члени АПБП висувають на нагороду номінантів, а потім за них голосують 150 членів АПБП. Номінант, який отримав найбільший підсумковий бал стає володарем нагороди. Премію, як правило, отримує той, хто зробив найбільший благодійний внесок у спільноту протягом сезону. Для прикладу, Кевін Гарнетт отримав нагороду в 2006 році за благодійну пожертву в 1.2 млн дол. постраждалим від Урагана Катріна .
Переможцями цієї нагороди за історію НБА ставали 34 різних гравців. Гравці команди Детройт Пістонс отримали нагороду найчастіше - 5 разів. Лише в сезоні 1985-86 нагороду розділили між двома гравцями — Майклом Купером та Рорі Спарроу. Владе Дівац з Югославії (тепер Сербія), Дікембе Мутомбо з ДР Конго, Стів Неш з Канади (народився в ПАР), Самюель Далемберт (народився на Гаїті), По Газоль (народився в Іспанії) - єдині лауреати нагороди, які народилися не в США. Мутомбо також єдиний гравець, удостоєний цієї нагороди двічі. Френк Лауден та Джо О'Тул - єдині лауреати нагороди, які не були гравцями. Лауден, отримавши нагороду в сезоні 1983-84, був головним тренером команди Юта Джаз,, а О'Тул, отримавши нагороду в сезоні 1994-94, був спортивним тренером в команді Атланта Гокс.

## Переможці

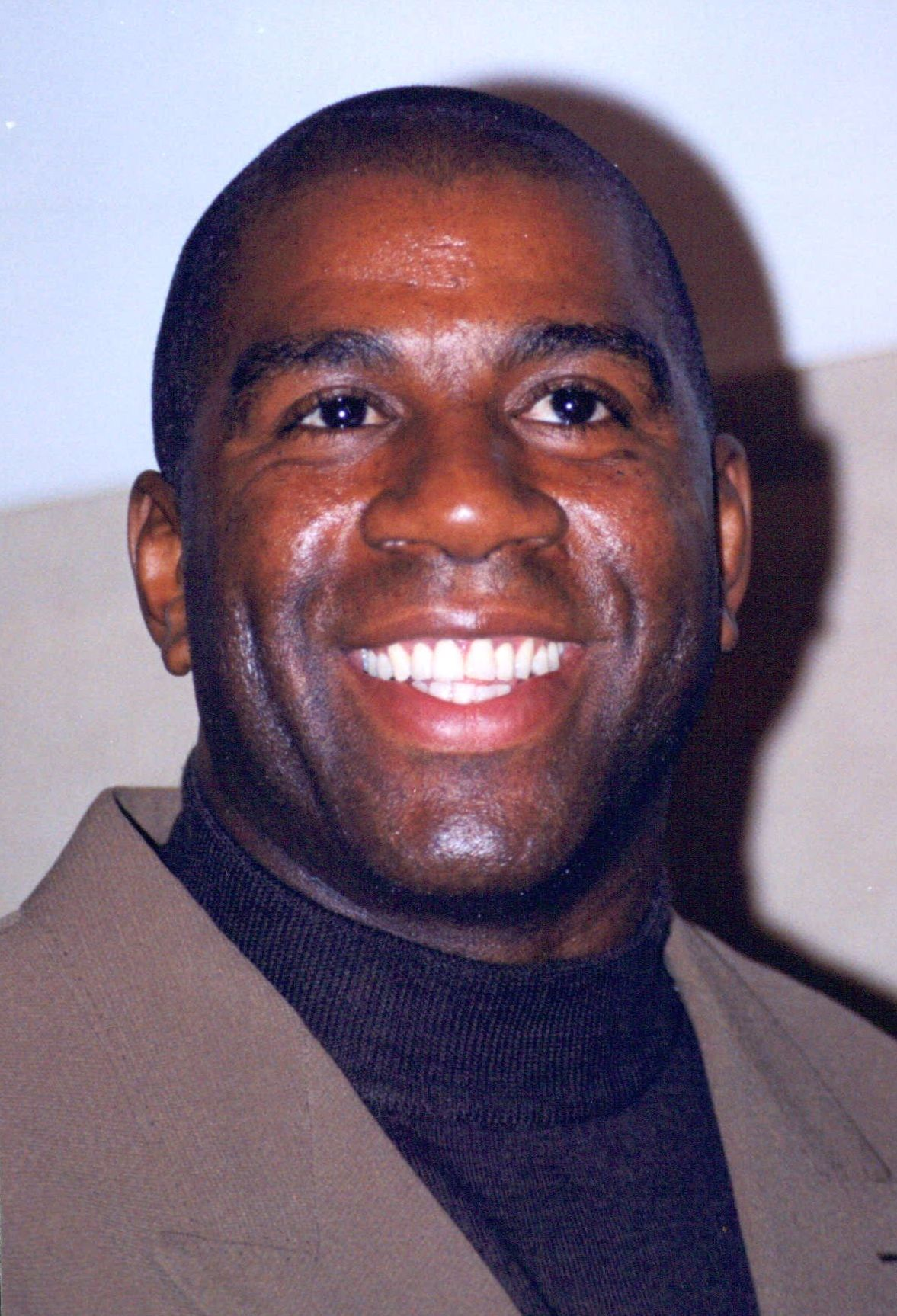
Меджик Джонсон виграв нагороду в Сезоні НБА 1991–92.

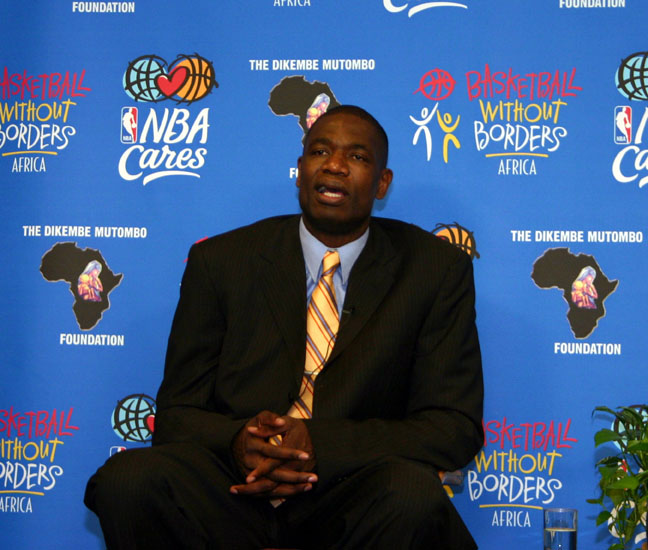
Дікембе Мутомбо єдиний дворазовий лауреат нагороди.

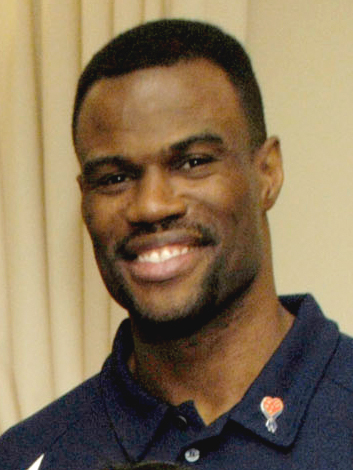
Девід Робінсон виграв нагороду в Сезоні НБА 2002–03.

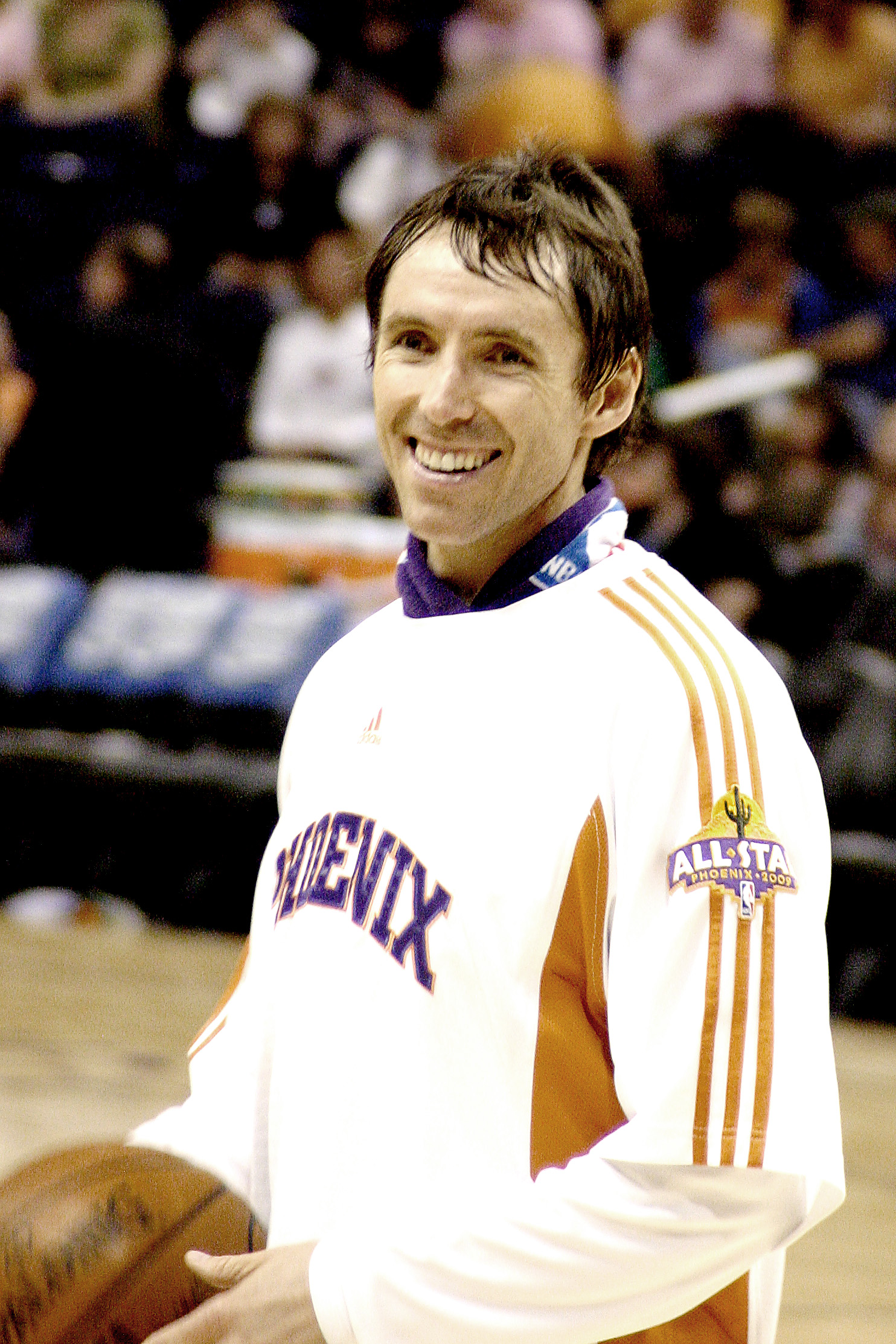
Стів Неш виграв нагороду в Сезоні НБА 2006–07.

| ^           | Гравці які є діючими в НБА                       |
|             | Вибраний до Баскетбольного Залу слави            |
| Гравець (X) | Вказує кількість разів здобуття гравцем нагороди |

| Сезон   | Гравець              | Громадянство | Команда                     |
| ------- | -------------------- | ------------ | --------------------------- |
| 1974-75 | Вес Анселд           | США          | Вашингтон Буллетс           |
| 1975-76 | Слік Ваттс           | США          | Сієтл СуперСонікс           |
| 1976-77 | Дейв Бінг            | США          | Вашингтон Буллетс           |
| 1977-78 | Боб Леньє            | США          | Детройт Пістонс             |
| 1978-79 | Келвін Мерфі         | США          | Х'юстон Рокетс              |
| 1979-80 | Остін Карр           | США          | Клівленд Кавальєрз          |
| 1980-81 | Майк Гленн           | США          | Нью-Йорк Нікс               |
| 1981-82 | Кент Бенсон          | США          | Детройт Пістонс             |
| 1982-83 | Джуліус Ірвінг       | США          | Філадельфія Севенті-Сіксерс |
| 1983-84 | Френк Лауден         | США          | Юта Джаз                    |
| 1984-85 | Ден Іссл             | США          | Денвер Наггетс              |
| 1985-86 | Майкл Купер          | США          | Лос-Анджелес Лейкерс        |
| 1985-86 | Рорі Спарроу         | США          | Нью-Йорк Нікс               |
| 1986-87 | Айзея Томас          | США          | Детройт Пістонс             |
| 1987-88 | Алекс Інгліш         | США          | Денвер Наггетс              |
| 1988-89 | Терл Бейлі           | США          | Юта Джаз                    |
| 1989-90 | Док Ріверс           | США          | Атланта Гокс                |
| 1990-91 | Кевін Джонсон        | США          | Фінікс Санз                 |
| 1991-92 | Меджик Джонсон       | США          | Лос-Анджелес Лейкерс        |
| 1992-93 | Террі Портер         | США          | Портланд Трейл-Блейзерс     |
| 1993-94 | Джо Думарс           | США          | Детройт Пістонс             |
| 1994-95 | Джо О'Тул            | США          | Атланта Гокс                |
| 1995-96 | Кріс Дадлі           | США          | Портланд Трейл-Блейзерс     |
| 1996-97 | Пі Джей Браун        | США          | Маямі Гіт                   |
| 1997-98 | Стів Сміт            | США          | Атланта Гокс                |
| 1998-99 | Браян Грант          | США          | Портланд Трейл-Блейзерс     |
| 1999-00 | Владе Дівац          | Югославія    | Сакраменто Кінґс            |
| 2000-01 | Дікембе Мутомбо      | ДР Конго     | Філадельфія Севенті-Сіксерс |
| 2001-02 | Алонзо Моурнінг      | США          | Маямі Гіт                   |
| 2002-03 | Девід Робінсон       | США          | Сан-Антоніо Сперс           |
| 2003-04 | Реджі Міллер         | США          | Індіана Пейсерз             |
| 2004-05 | Ерік Сноу            | США          | Клівленд Кавальєрз          |
| 2005-06 | Кевін Гарнетт^       | США          | Міннесота Тімбервулвз       |
| 2006-07 | Стів Неш^            | Канада       | Фінікс Санз                 |
| 2007-08 | Чонсі Біллапс^       | США          | Детройт Пістонс             |
| 2008-09 | Дікембе Мутомбо* (2) | ДР Конго     | Х'юстон Рокетс              |
| 2009-10 | Самюель Далемберт^   | Канада       | Філадельфія Севенті-Сіксерс |
| 2010-11 | Рон Артест^          | США          | Лос-Анджелес Лейкерс        |
| 2011-12 | По Газоль^           | Іспанія      | Лос-Анджелес Лейкерс        |
| 2012-13 | Кеннет Фарід^        | США          | Денвер Наггетс              |